# Кусапат
Кусапат (вірм. Կուսապատ), Касапет (азерб. Qasapet) — село у Мартакертському районі Нагірно-Карабаської Республіки. Село розташоване за 11 км на південний захід від Мартакерта, поруч з селами Мєхмана, Мец шен, Мохратаг, Цахкашен та Вардадзор.

## Пам'ятки
В селі розташована церква Сурб Аствацацін 1269 р., святиня «Наатак» — середньовіччя, цвинтар — середньовіччя, фортеця Мелік-Ісраелянів 18 ст., церква «Інн мас» (дослівно — «дев'ять частин») 1881 р., хачкар 12-13 ст.